# Délibáb (jelenség)
A délibáb egy olyan légköroptikai jelenség, amelynek során a távoli tárgyakról nem a valódi helyükön és/vagy helyzetükben látunk képet.
A leggyakrabban a horizont közelében megfigyelhető jelenség során, a látóhatár szélén lévő tárgyak a földfelszín felett lebegni látszanak, esetleg fordított állásúnak tűnnek, vagy megkettőződnek. A délibáb a több helyen felbukkanó téves magyarázattal ellentétben – miszerint a jelenség a teljes visszaverődés eredménye – a különböző törésmutatójú levegőrétegeken áthaladó fény törésével magyarázható.

## A délibáb keletkezése

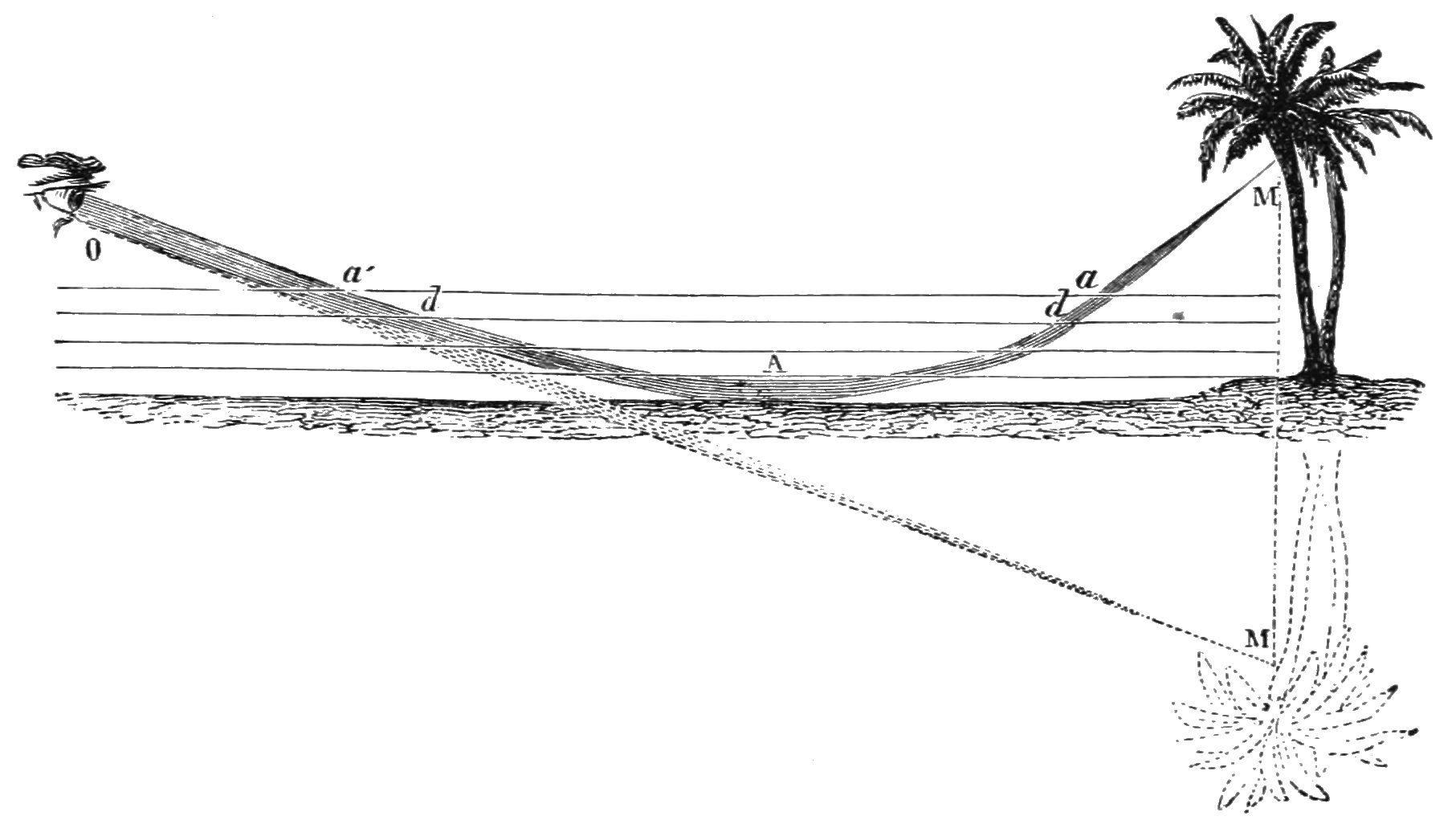
Alsó állású délibáb keletkezése

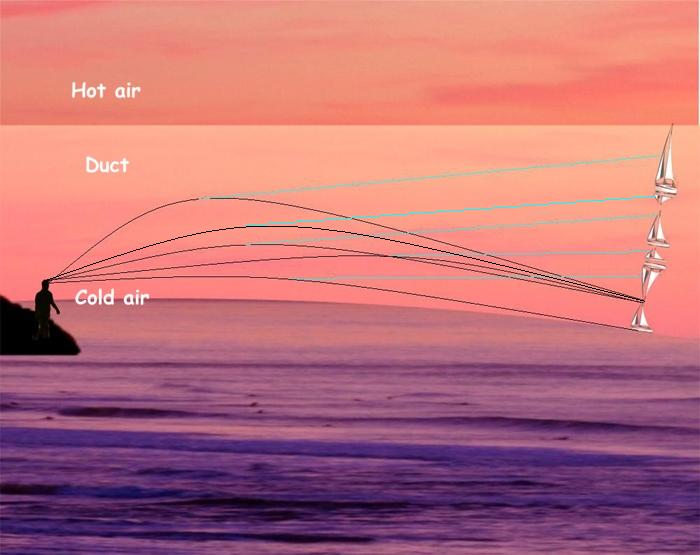
A fata morgana keletkezésének szemléltetése (alul: hideg levegő, fentebb: meleg levegő)

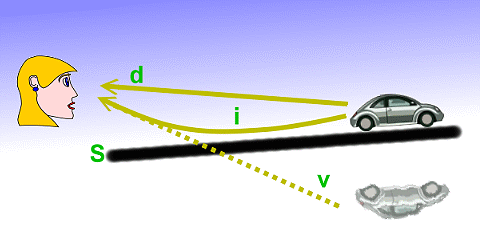
A különböző hőmérsékletű levegőrétegekben megvalósuló fénytörés miatt látszik az autó alatt a tükörképe a forró úton

A magasabb hőmérsékletű levegő sűrűsége kisebb, a különböző sűrűségű rétegek törésmutatója pedig különbözik, és az eltérő törésmutatójú rétegek – inverziós felületnek nevezett – határfelületén a fény megtörik. A tárgyakról érkező fénysugarak iránya megváltozik, és a tárgyakat nem – vagy nem csak – a valódi helyükön látjuk, hanem a szemünkbe jutó fénysugarak meghosszabbításában. Ilyen levegőrétegek általában a felszínnel közel párhuzamosan, azaz lényegében vízszintesen helyezkednek el, de előfordul, hogy függőlegesen, például sziklafal mellett. A levegőben létrejövő törési jelenségek éppen ezért leggyakrabban a horizonton, vagy annak közelében jelennek meg, és sohasem attól távol.
Egyes délibábok során tapasztalható jelenségek pontosabb értelmezésében, magyarázatában a fény hullámhosszától függő fényszórásnak is szerepe lehet.

## A délibáb fajtái
A magyar és más nyelvekben, például az angolban előforduló légköri fénytöréssel kapcsolatos jelenségekre használt elnevezések: „délibáb”, „fata morgana”, „mirage”, „looming”, „sinking” kifejezések a különböző nyelvekben nem pontosan feleltethetők meg egymásnak, ez néha félreértésekre adhat okot.
A keletkezés okait illetve a tárgyak képének elhelyezkedése szerint a következőket lehet megkülönböztetni: 
- Alsó állású délibáb, amikor a kép a tárgy valódi helye alatt jelenik meg.
- Felső állású délibáb, amikor a kép a tárgy valódi helye felett alakul ki.

De előfordulhat délibáb úgy is, hogy a kép a tárgy valódi helye mellett keletkezik. Meg lehet különböztetni a jelenségeket aszerint is, hogy egyszerre látjuk-e a tárgyat magát és a délibáb formájában keletkező képét, vagy nincs megkettőződés, csak a légköri fénytörés miatt máshol látjuk a tárgyat, mint ahol valójában van.
Az alsó állású délibáb kialakulásához nagy kiterjedésű, gyors felmelegedésre alkalmas és egységes földfelszín szükséges, ilyenek a sivatagi, félsivatagi területek, vagy nyári hőségben az aszfalt- és betonfelszínek. A teljesen száraz felületek egy része, vagy akár a teljes felület nedvesnek, vagy vízzel borítottnak látszik. Az állandóan változó, pocsolyaszerűnek tűnő kép tulajdonképpen a kék égről származik.
Hasonló jelenség tapasztalható, amikor a hideg levegő van alul és a meleg felül. Az így kialakuló felső állású délibáb a valós tárgy felett jelenik meg. A közeli dolgok távolinak látszanak, a tengeren a horizont megemelkedik. Ez sötétben – és főleg, ha nem tudjuk, mit is látunk valójában – igencsak zavaró tud lenni. Nagyon valószínű, hogy emiatt nem látták – nem láthatták – a jéghegyet a Titanic előtt.

## Délibábok előfordulása
A kiterjedtebb felületek felett kialakuló, nyugalomban lévő légkör kedvez a délibábok kialakulásának. Megfigyelésük és fényképezésük sokszor nem egyszerű, a hajnalban illetve reggel nyugodtabb légkör idején alkalmasabbak a körülmények. A látóhatár közelében – felette illetve alatta – lévő Napról figyelhetők meg a torzult Nap, az etruszk váza, a zöld sugár, illetve a Novaja Zemlja-jelenségek.
A naplemente idején a látóhatárhoz közelítő Nap képe sárgából vörösre vált, és alakja körből ellipszissé formálódik. A kisebb hullámhosszú komponensek jobban szóródnak, a megfigyelőhöz inkább a nagyobb hullámhosszú pirosas fény jut el. A földfelszínt követő légrétegekben – a Napról érkező – a felszínhez közelebb haladó fénysugarak jobban megtörnek, mint a távolabb haladók. Ennek következtében a Nap alakja torzul, és amikor azt látjuk, hogy a Nap érinti a horizontot, akkor valójában már alatta van.
Tengerparton, az inverziós rétegnél egy kicsivel magasabbról figyelve a naplementét, a tengerből egy másik Napot látunk felkelni, amikor a két kép összeolvad, leginkább egy vázára hasonlít, innen az alsó állású délibáb jelenségének elnevezése: etruszk váza. Egyrészt a Napról közvetlenül is, másrészt és a földfelszín közelében lévő melegebb levegőrétegben töréssel irányt változtató nyalábok is a szemünkbe jutnak, így két képet látunk.
Napkelte illetve naplemente idején a Nap felett kicsivel egy kis zöld folt jelenhet meg, ez a zöld sugár jelenség. Az összetett jelenségben a fénytörésen kívül a levegőben lévő részecskéken megjelenő, szintén hullámhosszfüggő fényszórás is szerepet játszik. A részecskék koncentrációjától és méretétől függő szórás miatt a leggyakrabban megfigyelhető zöld színen kívül sárgás és ibolya színű komponens is lehetséges.
Az Oroszországhoz tartozó, sarkköri Novaja Zemlja nevű szigetcsoportról nevezték el az 1597 januárjában ott megfigyelt Novaja Zemlja-jelenséget. A holland felfedező, Willem Barents által vezetett expedíció 1596-1597 telén esett a jég fogságába hajójával. A legénység nem várhatta, hogy az északi sarkkörön túli területen november 3-a és február 8-a között felkel a Nap, január vége felé azonban – két héttel a várva várt napkelte előtt – a legénység mégis megpillantotta a Napot a látóhatár szélén rövid időre. A több napon keresztül is megfigyelt sarki délibábot Gerrit de Veer, a legénység egy tagja írta le naplójában. A látszólagos napkelte a torzult Nap jelenségének egy speciális eseteként értelmezhető. A Napról a látóhatárral nagyon kis szöget bezáróan érkező fénysugarak iránya a légkörben a fénytörés miatt megváltozik, a valójában a látóhatár pereme alatt haladó Nap mégis láthatóvá válik.
Magyarországon, a Hortobágyon, Bugac környékén lehet leggyakrabban látni délibábot.
Az úgynevezett hideg vízi délibáb a Balaton vízfelszíne felett is előfordul. Ilyenkor a délibáb rátelepszik a Balaton vizére és mintegy „megemeli” annak felszínét, aminek hatására az észlelő a túlpartot úgy látja, mintha az víz alatt lenne, és ebből a vízből állnának ki a fák, a házak és a dombok.

## Fata morgana
Az elnevezés onnan ered, hogy az olaszországi Messinai-szorosban megfigyelt jelenséget kapcsolatba hozták az Artúr-mondakörben szereplő Morgan le Fayjel, Artúr király nővérével, aki tündér és boszorkány volt egy személyben.
A fata morgana megnevezést többféle légköri fénytöréssel kapcsolatos jelenséggel összefüggésben is használják néha, függetlenül a kialakulás körülményeitől. Ettől eltekintve a szakirodalomban a felső délibáb egy speciális eseteként tárgyalják. A kialakuló légrétegek bizonytalan egyensúlyi helyzete miatt a keletkező képek alakja és mérete állandó változásban van, ami meseszerűvé teszi a természeti jelenséget.

## Galéria

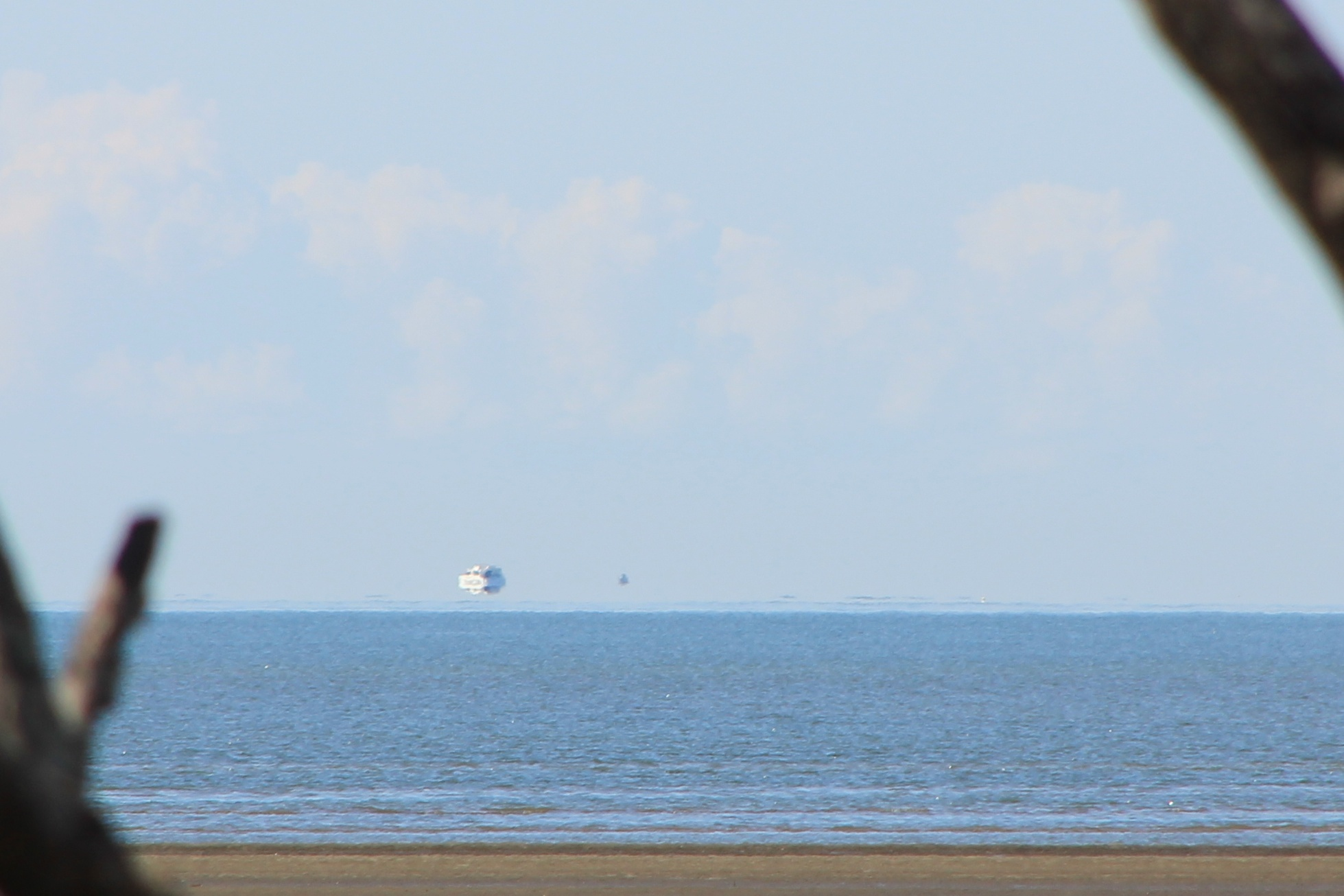
A fata morgana jelensége miatt a víz felett lebegni látszó hajó Queensland közelében Ausztrália partjainál.
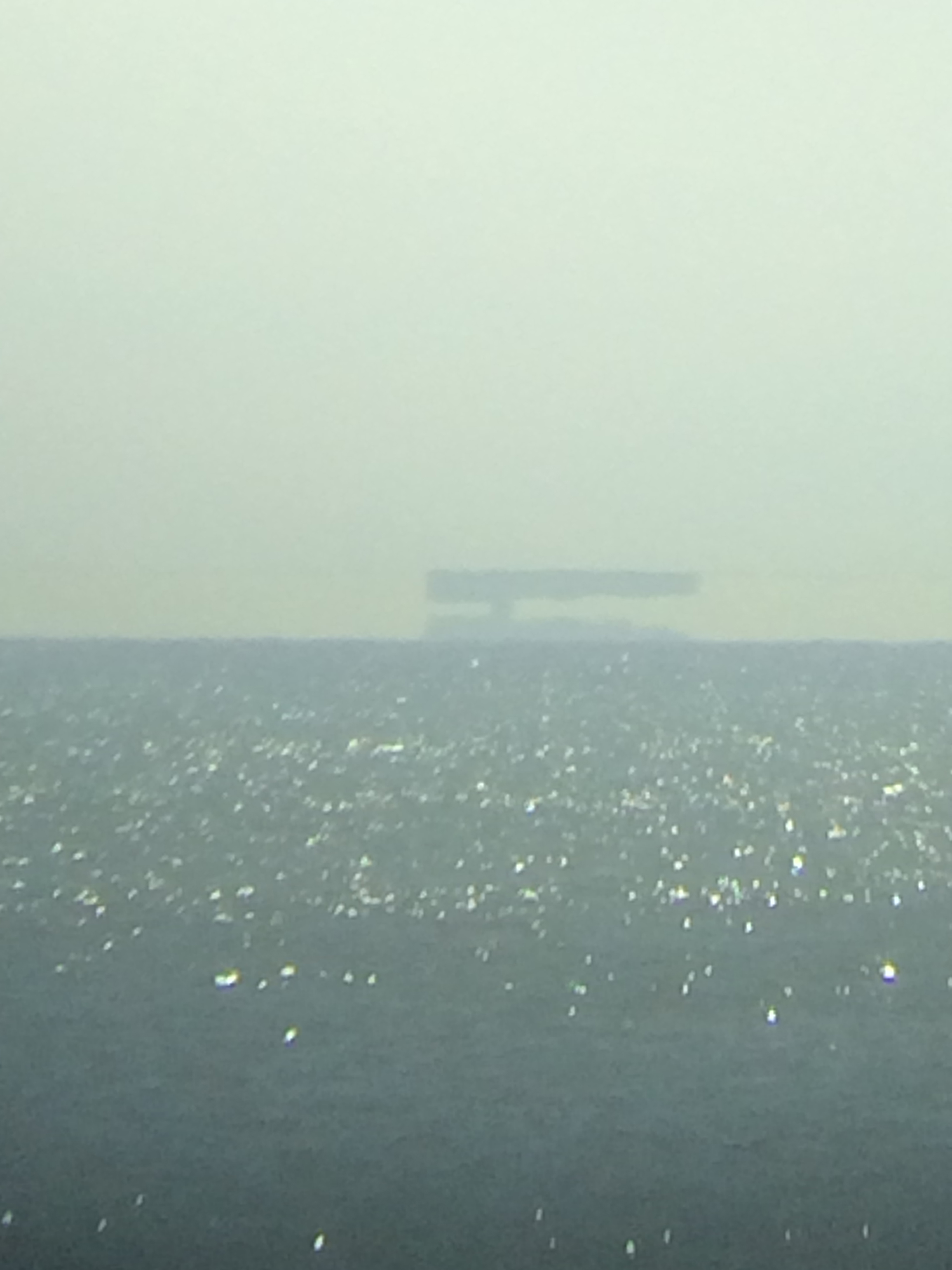
Kalifornia partjainál a Manhattan Beachből látszódó fata morgana 2014. március 9-én
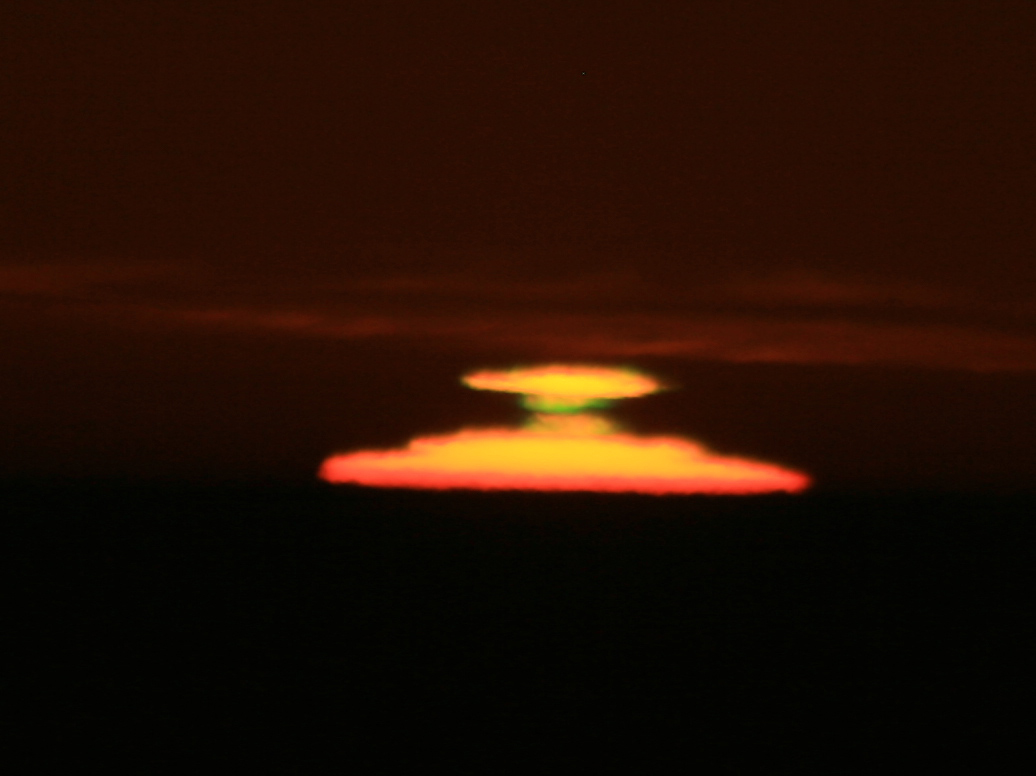
Zöld sugár napnyugta idején.
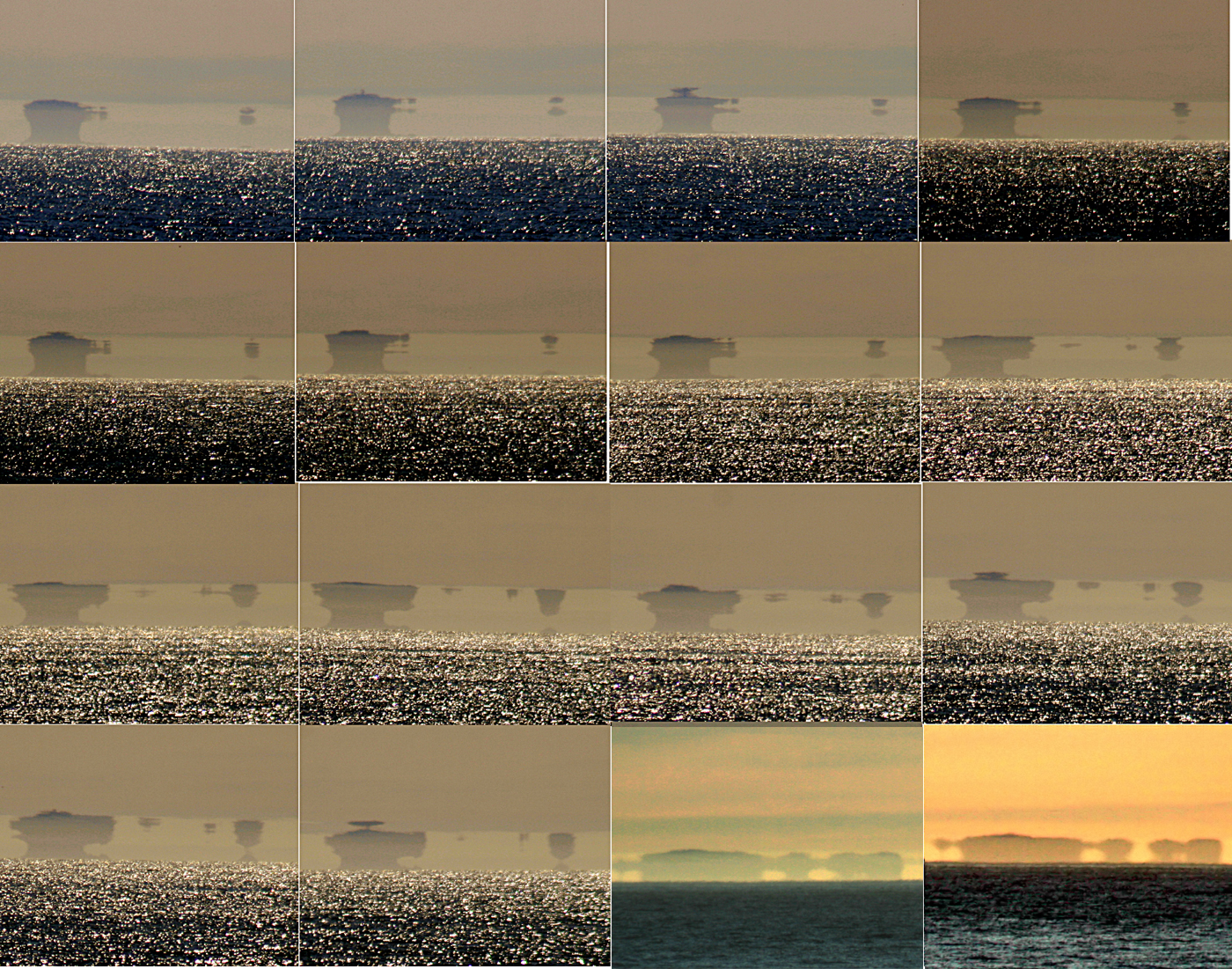
A fata morgana több órán át tartó, folyamatosan változó jelenségét bemutató képsorozat. A képek a Farallon-szigeteknél készültek.
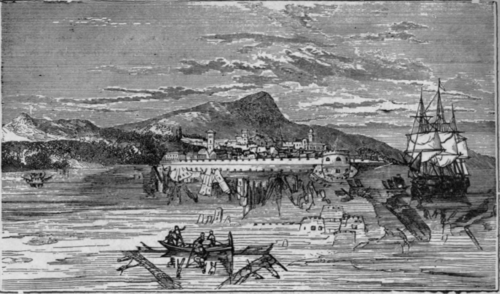
Messina kikötőjében megfigyelt fata morgana-ról 1844-ben készült rajz
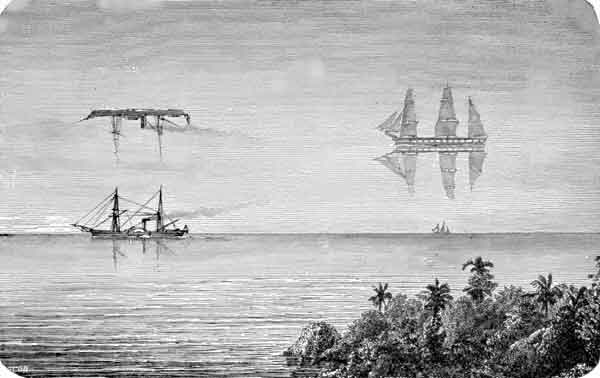
A felső állású délibábról készült, nem realisztikus illusztráció egy 19-dik századbeli könyvben.